# Poleň

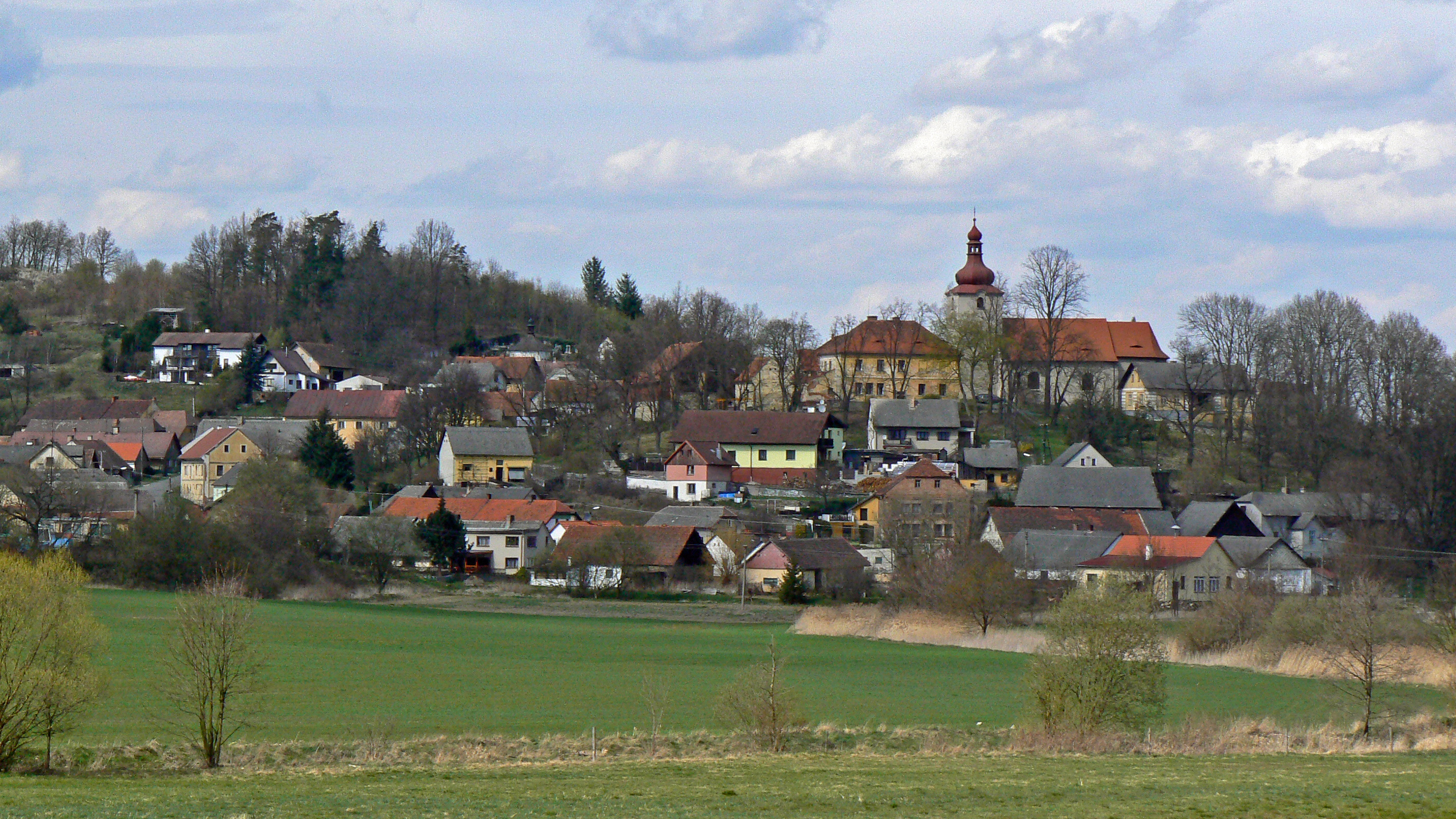
Ortsansicht von Poleň

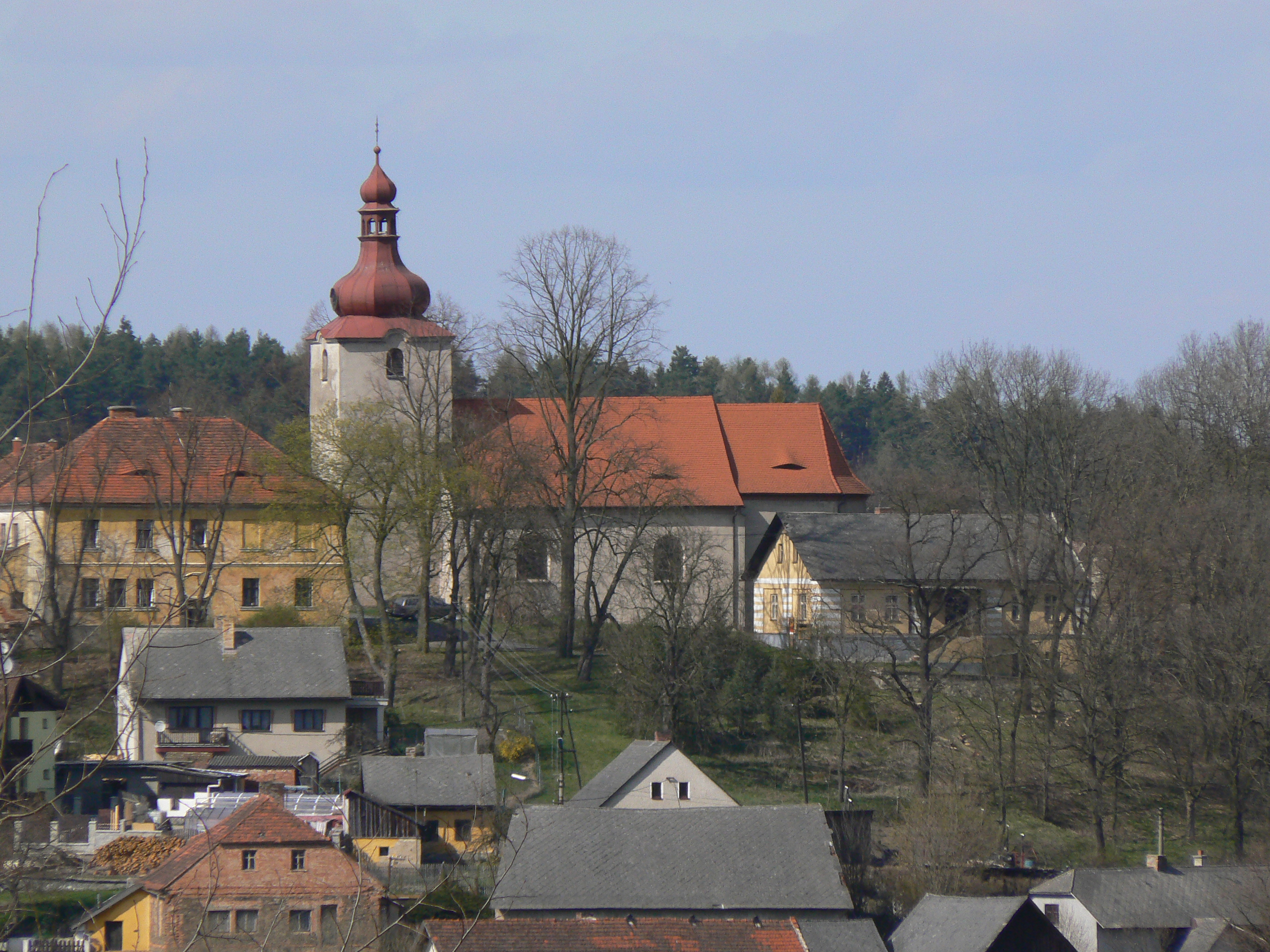
Kirche Allerheiligen in Poleň

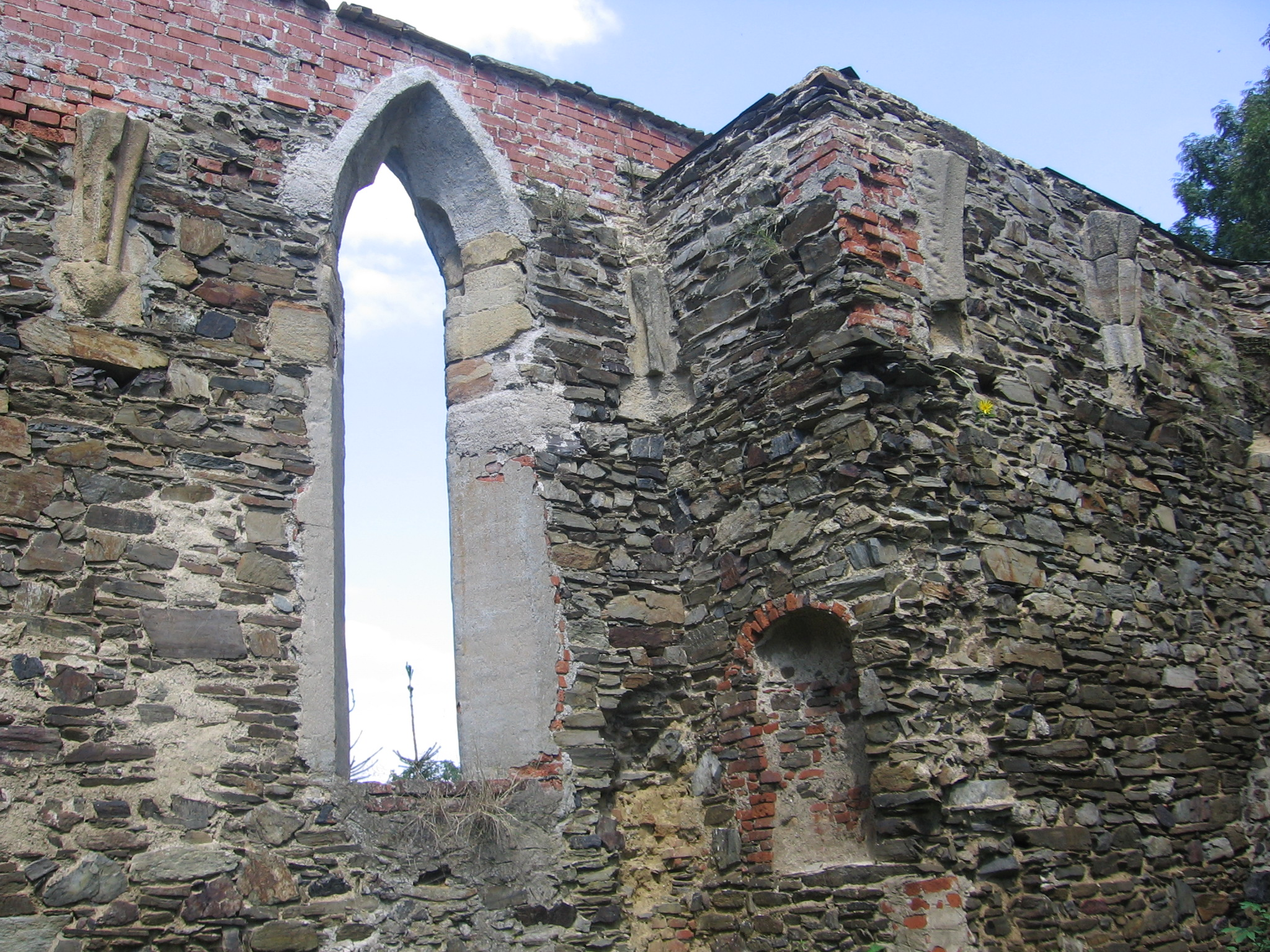
Ruine der Kirche St. Margarethen in Poleň

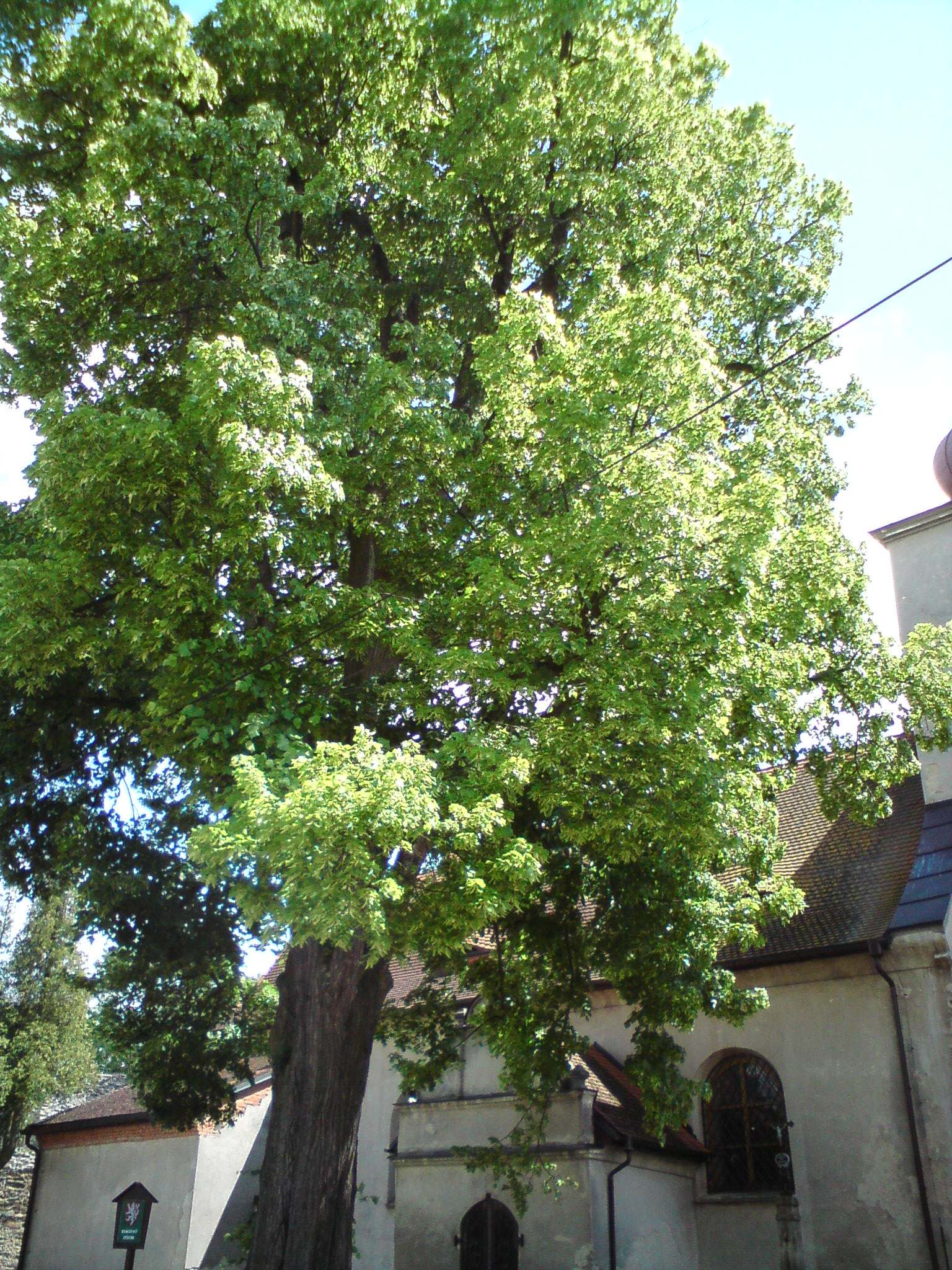
Poleňská lípa

Poleň (deutsch Pollin) ist eine Gemeinde in Tschechien. Sie liegt neun Kilometer nordwestlich von Klatovy und gehört zum Okres Klatovy.

## Geographie
Poleň befindet sich in einem vom Bach Poleňka durchflossenen Becken in der Chudenická vrchovina (Chudenitzer Bergland).
Östlich und südlich erstreckt sich der Höhenzug Bítovy mit den Bergen Doubrava (Daubrawa, 727 m), Malý Bítov (668 m) und Velký Bítov (713 m).
Nachbarorte sind Lučice, Bažantnice, Chudenice, Slatina und Poleňka im Norden, Balkovy und Dolany im Nordosten, Řakom, Svrčovec und Drslavice im Osten, Věckovice, Tetětice und Koryta im Südosten, Vítaná, Struhadlo und Buková im Süden, Mlýnec und Zdeslav im Südwesten, Černíkov im Westen sowie Pušperk, Čekanice und Bezpravovice im Nordwesten.

## Geschichte
Die Gegend gehörte im 13. Jahrhundert zu den Besitzungen der Herren von Drslavice. Erstmals schriftlich erwähnt wurde das Dorf 1245 in einer Urkunde der Königin Kunigunde über den Verkauf des Přešticer Landes an das Kloster Kladruby, bei dem Blažej von Polyně, ein Sohn des Budivoj von Švihov und Bruder des Drslav von Švihov, als Zeuge auftrat. Nachdem der Burggraf von Poděhusy, Jarosch von Sliwno (Jaroš ze Slivna) um 1260 zum Schutz des neuen Handelsweges von Horažďovice über Klatovy, Poleň und Horšovský Týn nach Baiern die Burg Fuchsberg errichten ließ, kam Polyně zur Herrschaft Fuchsberg. Der Name der Burg, der sich vom Wappentier des Jarosch von Sliwno ableitete, wurde binnen kurzer Zeit tschechisiert; bereits 1264 verwendete der Burgherr parallel zu von Wuchsberg auch das Prädikat von Puschperk. Jaroschs Witwe Katharina verkaufte den Besitz nach 1298 an das Geschlecht der Hroznata. Ab 1339 ist Bušek Hroznata von Pušperk als Besitzer nachweislich, ihm folgte ab 1355 Racek Hroznata von Pušperk. In den 1370er Jahren erwarb der königliche Jäger der Dobříšer Wälder, Ctibor Tlam die Herrschaft Pušperk, die er 1379 noch um das Gut Únějovice erweiterte. Ctibors Sohn Jan Tlam errichtete in Únějovice eine Feste, die Burg Pušperk konnte er jedoch nicht halten. Im Jahre 1388 machte Sobieslaw von Rudoltitz der Kirche in Polin eine Schenkung. König Wenzel IV. überließ die Burg Pušperk 1390 an Renvald von Ústupenice. Dieser bewirtschaftete den Besitz wenig einträglich und musste diesen schließlich an seinen Hauptgläubiger, den Prager Juden Jonas abtreten. Nach dessen Tod fiel die Herrschaft Pušperk an die böhmische Krone heim; König Wenzel IV. verkaufte sie um 1400 an die Brüder Renvald und Bohunek von Ústupenice. Ab 1404 war Renvald von Ústupenice alleiniger Besitzer der Herrschaft. Ihm folgte sein Bruder Svoješ von Ústupenice, der 1420 in der Schlacht bei Vyšehrad gegen die Hussiten fiel. Danach fiel die Herrschaft Hynek von Ústupenice zu. Die Stadt Klatovy, die seit 1419 zu einem Zentrum der Taboriten geworden war, besetzte die dem Katholiken Hynek von Ústupenice gehörige Herrschaft und ließ die Burg zerstören. 1434 erhielt Hynek von Ústupenice die Herrschaft zurück, die Burg ließ er nicht wieder aufbauen. Nach 1439 erbte seine Witwe Ofka die Puschberger Güter, sie verkaufte sie später mit der wüsten Burg Puschberg an ihren dritten Ehemann Dietrich von Čiremperk auf Czernikau. Nachdem im Jahre 1457 nachträglich der mit dem Tode von Hynek von Ústupenice eingetretene Heimfall festgestellt worden war, fiel die Herrschaft Puschberg wieder der böhmischen Krone zu. König Ladislaus Jagiello schenkte Puschberg noch im selben Jahre Johann Zajíc von Hasenburg. Dieser verkaufte 1465 die Herrschaft hälftig an Jiřík von Říčany und Dietrich von Čiremperk. Letzterer veräußerte seinen Anteil vor 1473 an den Katholiken Boženko (Břeněk) von Ronsperg, der die Burg Puschberg zum Ausgangspunkt von Raubzügen, insbesondere gegen die utraquistische Stadt Klatovy machte. Zur Wiederherstellung des Landfriedens wurde die Burg 1473 mit Bewilligung des Beneschauer Landtages von einem Klattauer Heer eingenommen und erneut zerstört. Zum Ende des 15. Jahrhunderts erwarben die Herren Švihovský von Riesenberg das Gut Puschberg und schlugen es ihrer Herrschaft Švihov zu. 1548 wurde das Gut wieder von Švihov abgetrennt und an Albrecht Nebilovsky von Drahobuz verkauft. Dieser ließ nach 1550 in Poleň eine Feste als neuen Sitz des Gutes Puschberg erbauen. Nachfolgende Besitzer des Gutes waren Chlumčanský von Přestavlk und die Grafen von Klenau. Bekanntheit erlangte das Städtchen durch seine Pferdemärkte. Im Jahre 1711 verkaufte Franz Hartmann Graf von Klenau das Gut Pollin mit der Schäferei Czekanitz, dem Meierhof und der Schäferei Buschberg, dem Meierhof Bitow sowie Teilen der Dörfer Polenka (Poleňka), Slatin (Slatina), Luczitz (Lučice ), Buschberg (Pušperk), Czernikow, Zdaslaw (Zdeslav) und Mlinetz (Mlýnec) für 55.893 Gulden an Franz Joseph Czernin von und zu Chudenitz, der es seiner Herrschaft Chudenitz zuschlug. Danach verlor die Feste ihre Bedeutung als Herrensitz und wurde dem Verfall überlassen. Um 1830 wurden beim Umbau des Meierhofes die Reste der Feste Pollin abgetragen, erhalten blieben lediglich die Kellergewölbe unter den Wirtschaftsgebäuden.
Im Jahre 1838 bestand der an der Straße von Klattau nach Bischofteinitz gelegene Marktflecken Pollin, auch Polin, Polen bzw. Polena genannt, aus 60 Häusern mit 524 Einwohnern. Unter dem Patronat der Obrigkeit standen die Pfarrkirche Allerheiligen und die Schule. Außerdem gab es im Ort einen obrigkeitlichen Meierhof, zwei Wirtshäuser und zwei Mühlen. Die Haupterwerbsquelle bildeten der Feldbau und die Spinnerei; zu Pollin gehörten 290 Joch Ackerland und 89 Joch Wald. Nach Polin konskribiert war das Jägerhaus Bitow bzw. Witowa (Bítovy) an der Daubrawa. Polin war Pfarrort für Polenka, Witschkowitz (Vítkovice), Mlinetz, Czekanitz (Čekanice), Buschberg, Prawowitz (Bezpravovice), Černikau, Herdoltitz (Rudoltice) und Meßholz. Bis zur Mitte des 19. Jahrhunderts blieb Pollin zur Allodialherrschaft Chudenitz untertänig.
Nach der Aufhebung der Patrimonialherrschaften bildete Poleň/Polin ab 1850 mit den Ortsteilen Čekanice und Pušperk eine Gemeinde im Gerichtsbezirk Klattau. Ab 1868 gehörte Poleň zum Bezirk Klattau. Der Ortsteil Pušperk trug von 1950 bis 1991 den Namen Liška. Am 1. Juli 1975 erfolgte die Eingemeindung von Mlýnec, Poleňka und Zdeslav. Zwischen 1976 und 1990 war Poleň nach Chudenice eingemeindet.

## Gemeindegliederung
Die Gemeinde Poleň besteht aus den Ortsteilen und Katastralbezirken Mlýnec (Mlinetz), Poleň (Pollin, früher Polin), Poleňka (Polenka, 1939–1945: Klein Pollin), Pušperk (Puschberg) und Zdeslav (Sdeslaw, früher Zdaslaw). Zu Poleň gehören außerdem die Einschichten Čekanice (Czekanitz) und Kobzův Mlýn (Kopzamühle). Auf den Fluren der Gemeinde liegt die Wüstung Bítovy (Bitow).

## Sehenswürdigkeiten
- Allerheiligenkirche, erbaut im 14. Jahrhundert auf einem Hügel über dem Dorfplatz. Sie ist seit 1355 als Pfarrkirche nachweisbar und wurde zwischen 1739 und 1740 barock umgestaltet. Vom alten Bau sind das mittelalterliche Portal mit Steinmetzarbeiten, Inschriften mit Namen des erloschenen Geschlechts der Suda von Rženec (Řenče) auf Mezholezy sowie einige Grabsteine erhalten. Das Altarbild Poleňská madona (Madonna von Poleň) ist ein Werk von Lucas Cranach den Älteren; seit 1936 befindet sich in der Kirche eine Kopie und das Original in der Nationalgalerie Prag.
- Ruine der gotischen Margarethenkirche, östlich neben der Allerheiligenkirche. Sie entstand im 14. Jahrhundert, an ihrem Platz soll einst ein heidnischer Opferaltar gestanden sein. Die Kirche wurde 1786 im Zuge der Josephinischen Reformen aufgehoben und dem Verfall preisgegeben.
- Ruine der Burg Pušperk (Puschberg, ursprünglich Fuchsberg) in Pušperk
- Friedhofskapelle St. Salvator in Poleň, erbaut 1789
- Poleňská lípa, die geschützte Sommerlinde befindet sich neben der Kirche

## Söhne und Töchter der Gemeinde
- Josef Franta Šumavský (1796–1857), tschechischer Schriftsteller, Pädagoge, Schriftgelehrter und Patriot.
- Karel Hostaš (1854–1934), tschechischer Rechtsanwalt, Heimatforscher und Archäologe

## Galerie

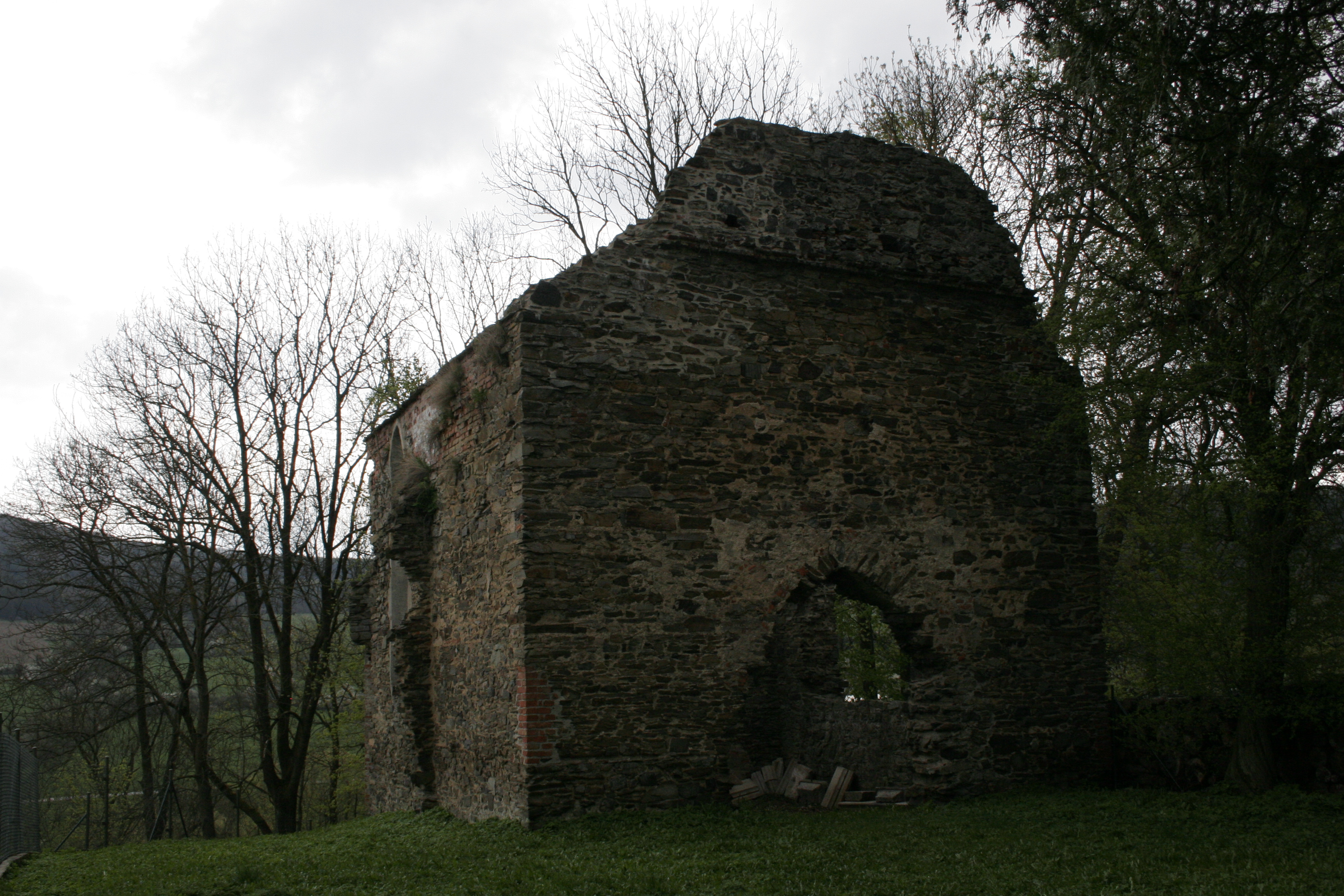
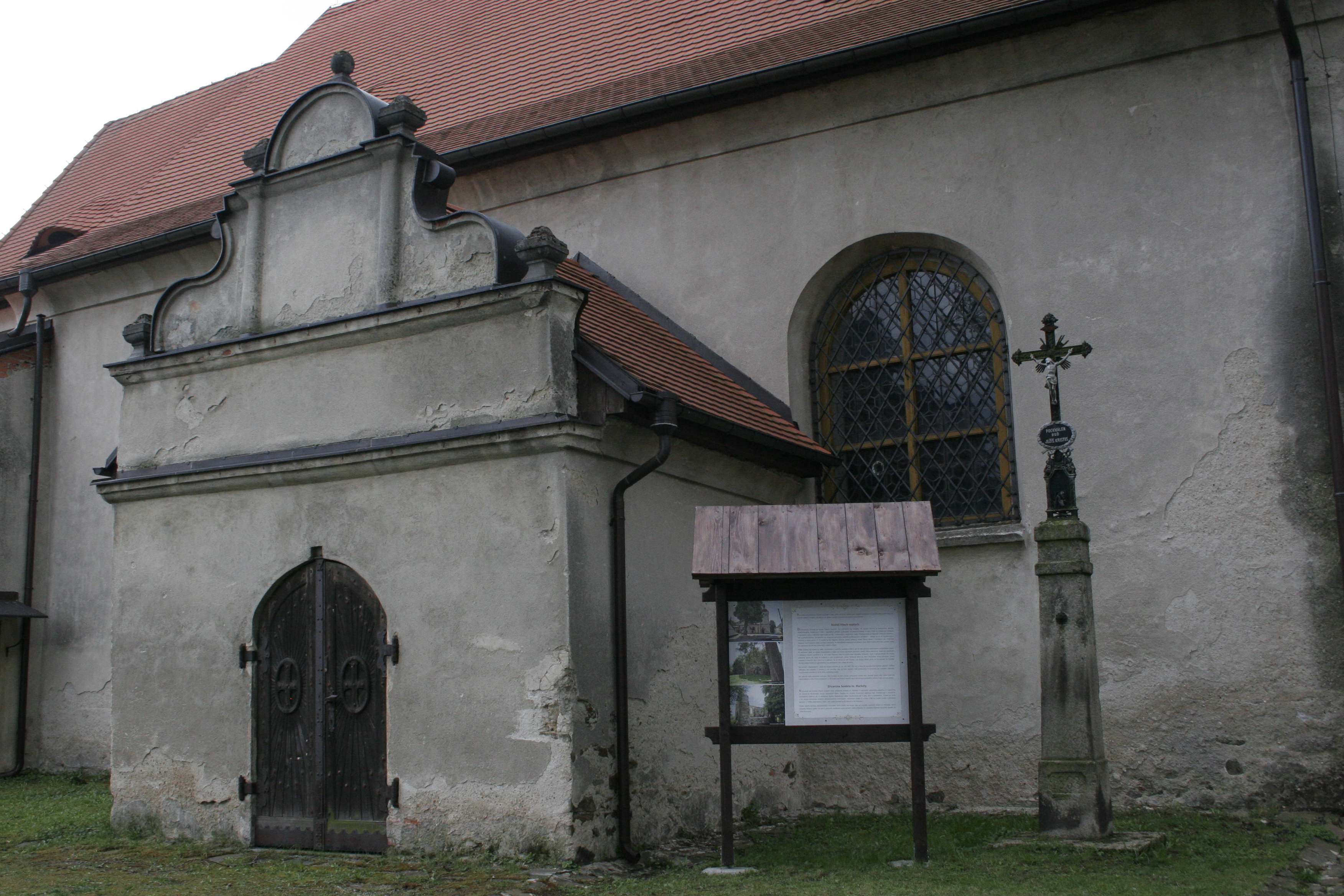
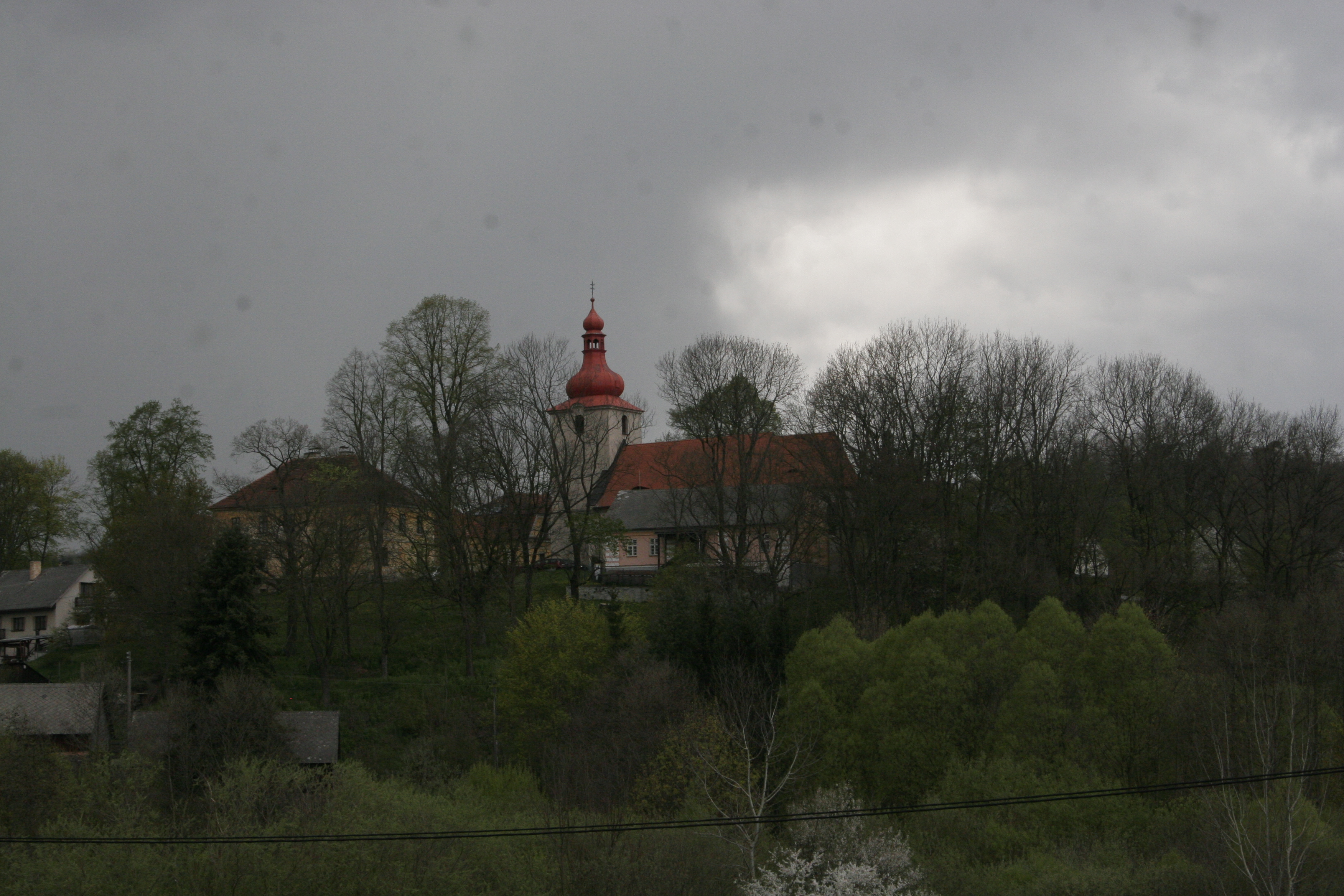